# البرتو گونزالس (بازیکن فوتبال، زاده ۱۹۸۳)
البرتو گونزالس (انگلیسی: Alberto González؛ زادهٔ ۳۱ مارس ۱۹۸۳) بازیکن فوتبال اهل اسپانیا است.